# Krebsscherensegel

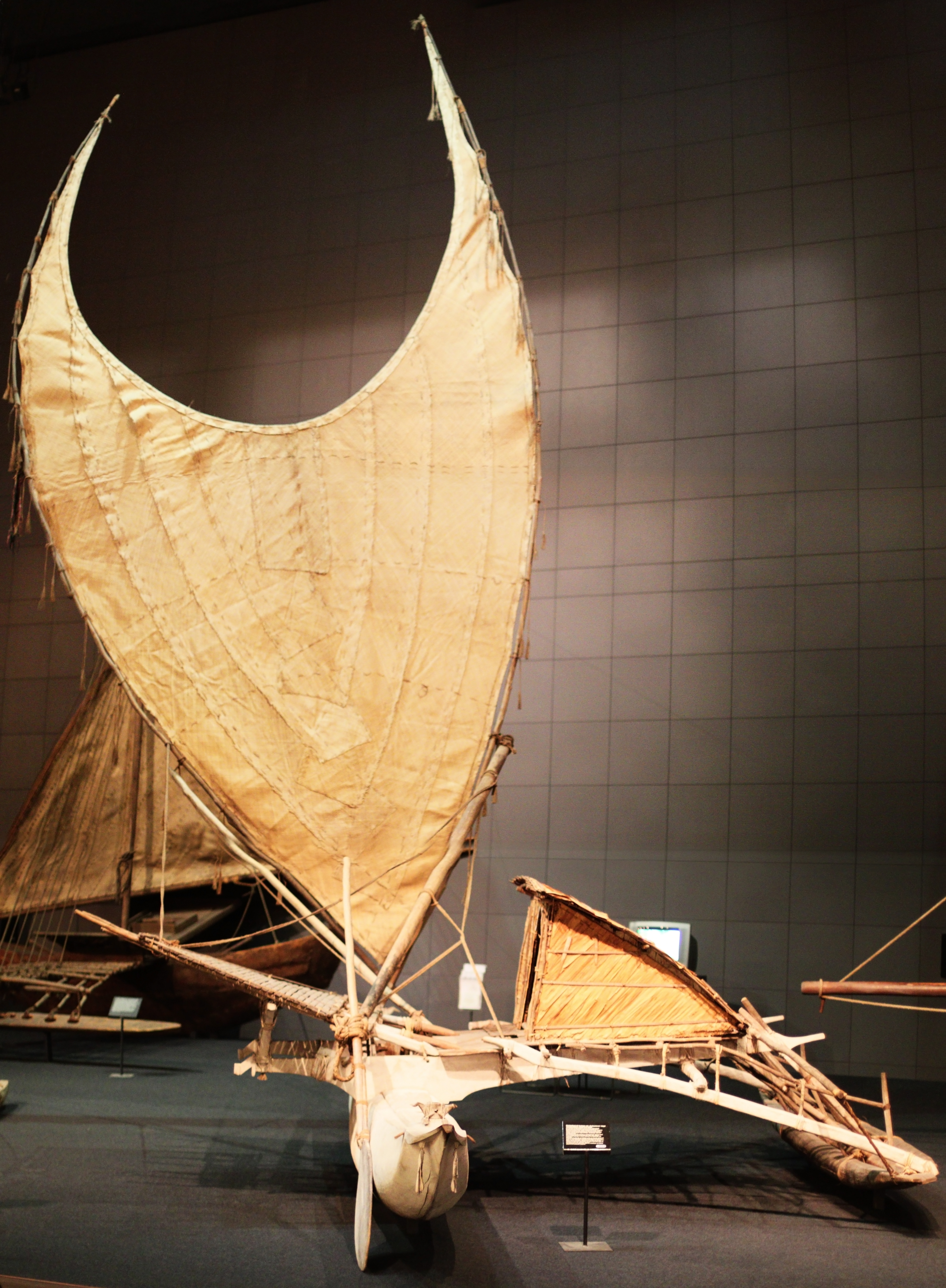
Hochseeboot mit Ausleger und Krebsscherensegel von den Santa-Cruz-Inseln im Ethnologischen Museum Berlin. Beim Wenden oder Halsen fährt das Boot in entgegengesetzte Richtung: Es ist nur das Segel vom Bug nach achtern in das dortige Widerlager zu setzen, Stützmast und Segelstande sind umzulegen.

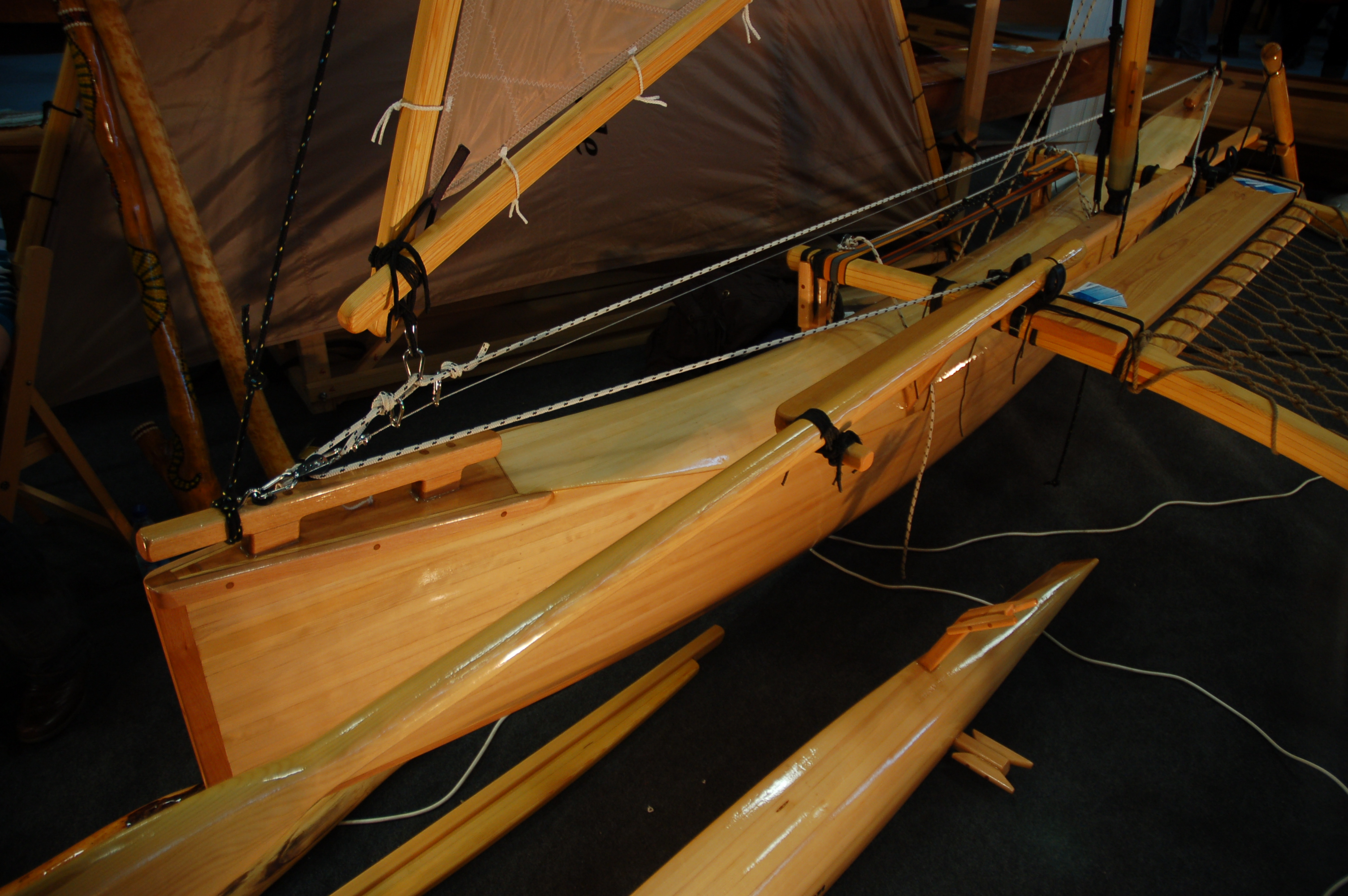
Moderner Proa-Nachbau mit Rundumleine zum Erleichtern des "Shunting"

Das Krebsscherensegel (auch Deltasegel) stammt aus Polynesien. Es hat eine Dreiecksform und wird auf Proas oder Auslegerkanus verwendet. Der Auftrieb wird nicht wie bei den herkömmlichen Segeltypen durch ein Tragflächenprofil erzeugt, das möglichst laminar umströmt werden soll. Das Krebsscherensegel wird an der Spitze des Dreiecks angeströmt, an den Schenkeln bildet sich jeweils ein Randwirbel, in dem die Strömung so schnell ist, dass auf dieser Seite ein Unterdruck entsteht (Deltaflügel). Auf diese Weise wird mit der gleichen Segelfläche 1,7 mal mehr Auftrieb erreicht.
Die krebsscherenartige Segelform hat den gleichen Wirkungsgrad wie eine über die Außenränder gemessene rechteckige Fläche, was in Windkanalversuchen erkannt wurde. Vermutlich wird mit der eingebuchteten Form des Segels unter seitlichem Wind ein zu starker Druckanstieg vermieden („Strömungsablösung“) und damit die Nutzwirkung verstärkt. Das einseitig am Segel befestigte „Ziergehänge“ dient zur Turbulenzkontrolle.
Grundsätzlich wurde der Segeltyp für Auslegerboote entwickelt, die beim Wenden oder Halsen ihre Lage zum Wind beibehalten, damit der Ausleger immer luvseits bleibt, so dass es keine dauerhaft definierte "Bug- und Heckseite" gibt. Die Spitze des beweglich am Mast aufgehängten Segels wird dafür am – in Fahrtrichtung – vorderen Ende des Bootes angebracht und nach einer Wende am jeweils anderen Ende (sog. Shunting). Es gibt aber moderne Versuche, das Segel überkopf zu drehen, um so wie herkömmliche Boote zu wenden.

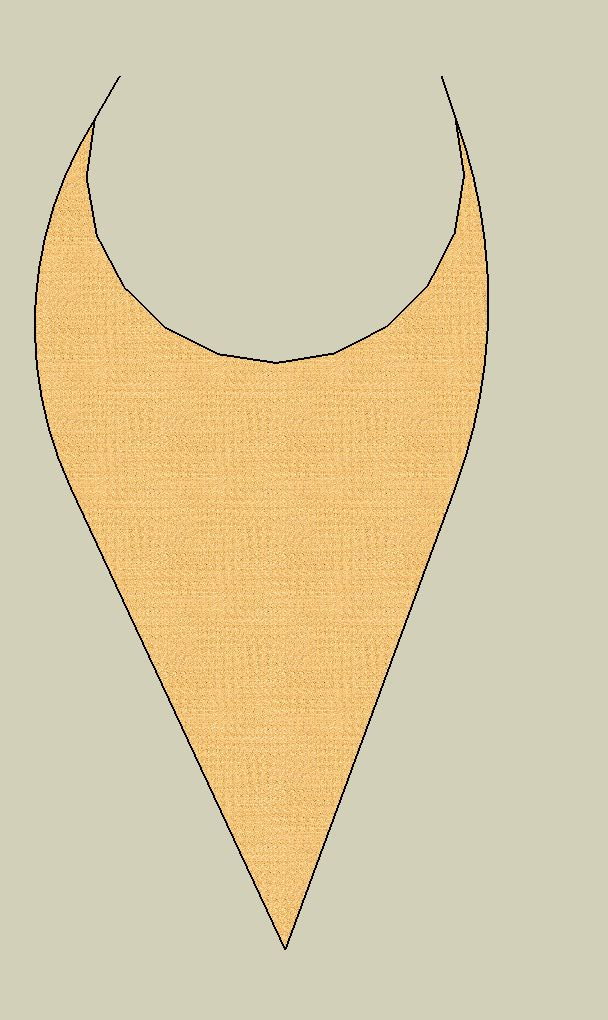
Originalform des geflochtenen Krebsscherensegels aus Palmblättern
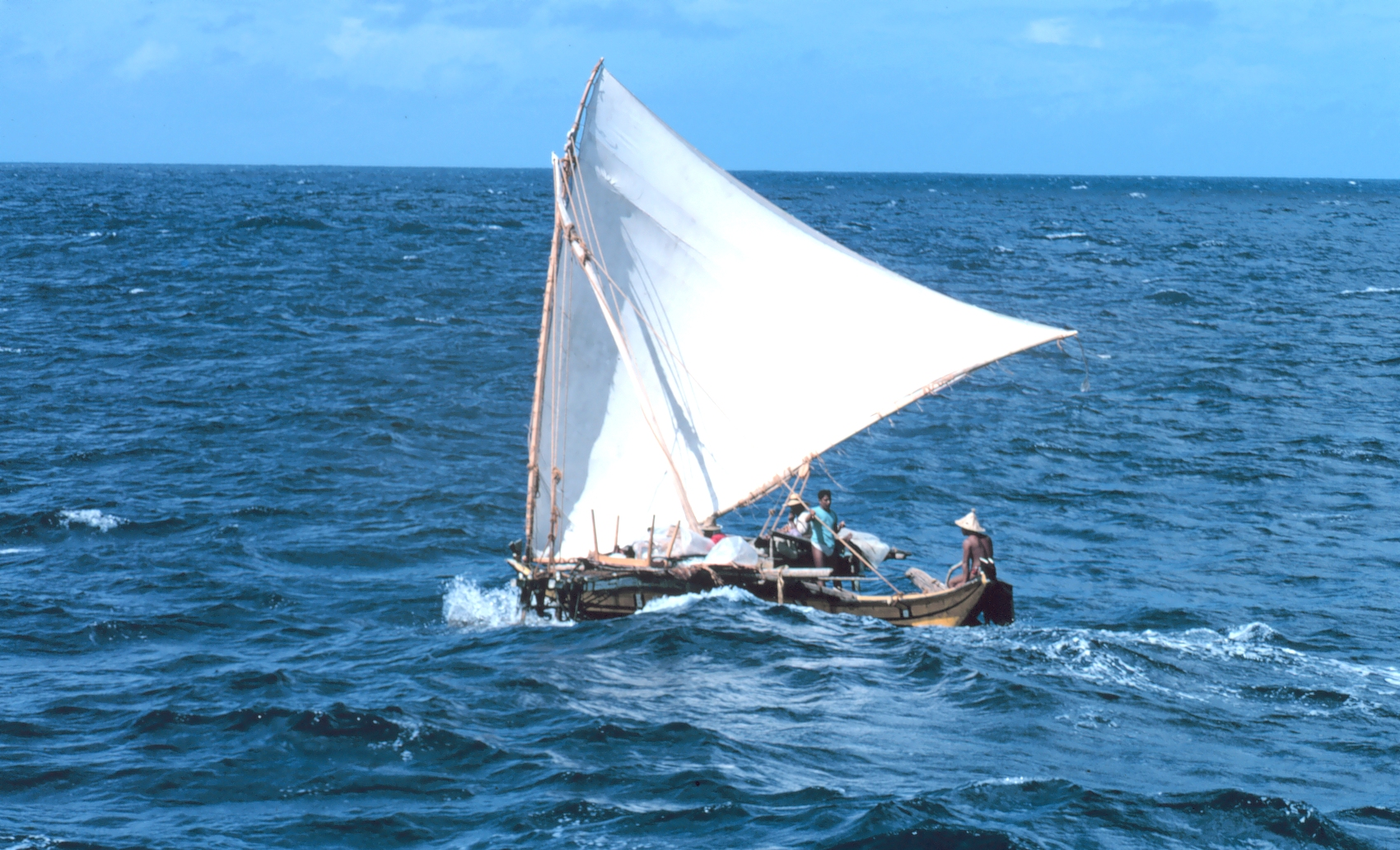
Krebsscherensegel einer Proa
Krebsscherensegel